# SIGMET
SIGMET (acronimo di SIGnificant METeorologic information, "Informazioni meteorologiche significative d'area") è un messaggio di informazioni meteorologiche che riguardano fenomeni meteorologici, osservati e/o previsti, di intensità forte all'interno delle FIR - Flight Information Region. 

## Caratteristiche
I fenomeni segnalati possono essere osservati da equipaggi di aeromobili in volo che, mediante messaggi di tipo AIREP, comunicano agli enti del controllo del traffico aereo il fenomeno osservato, posizione, quota, intensità ed eventuale direzione di spostamento. Un messaggio SIGMET vale per 4 ore da quando viene emesso. I fenomeni segnalati nel SIGMET sono:
- formazione di ghiaccio
- turbolenza
- presenza di cumulonembi (nube temporalesca associata a fenomeni di formazione di ghiaccio, grandine e turbolenza) isolati o in gruppo
- pioggia congelantesi
- cicloni e nubi di cenere vulcanica.

Il linguaggio usato nei SIGMET è il linguaggio "abbreviato e chiaro", ossia non è il linguaggio in codice usato nei messaggi di osservazione (METAR/SPECI) e nei messaggi di previsione TAF e TREND-Type. Le regole, il formato, i codici, il linguaggio da usare sono stabiliti in ambito OMM (Organizzazione Mondiale della Meteorologia), e fatti propri dall'ICAO e pubblicati da quest'ultimo organismo come "Annesso 3".
In Italia l'ente che emette i messaggi SIGMET è l'Aeronautica Militare - 1° CMR di Milano Linate.